# New House
New House – osada w Anglii, w hrabstwie Durham. Leży 41 km na zachód od miasta Durham i 385 km na północ od Londynu.